# Thanatus ubsunurensis
Thanatus ubsunurensis är en spindelart som beskrevs av Dmitri Viktorovich Logunov 1996. Thanatus ubsunurensis ingår i släktet Thanatus och familjen snabblöparspindlar. Inga underarter finns listade i Catalogue of Life.